# Arikem jezik
Arikem jezik (ISO 639-3: ait), izumrli jezik Arikém Indijanaca iz brazilske države Rôndonia na rijekama Candeias i Jamari, pritokama gornje Madeire.
Jezik arikem pripada istoimenoj porodici arikem, i preko nje velikoj porodici tupi.

## Vanjske poveznice
- Ethnologue (14th)
- Ethnologue (15th)